# Andrenosoma camposi
Andrenosoma camposi là một loài ruồi trong họ Asilidae. Andrenosoma camposi được Curran miêu tả năm 1931. Loài này phân bố ở vùng Tân nhiệt đới.